# Hôtel d'Aiguillon (Paris)
Ne doit pas être confondu avec Hôtel d'Aiguillon (Le Croisic).
 (mai 2016).
Si vous disposez d'ouvrages ou d'articles de référence ou si vous connaissez des sites web de qualité traitant du thème abordé ici, merci de compléter l'article en donnant les références utiles à sa vérifiabilité et en les liant à la section « Notes et références ».

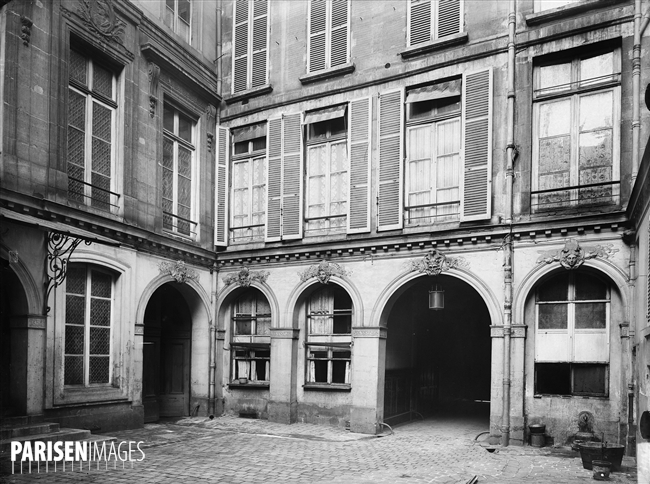

L’hôtel d'Aiguillon est un hôtel particulier situé au 33 de la rue de Verneuil dans le 7e arrondissement de Paris.

## Historique
Il a été construit à partir de 1716 par Germain Boffrand pour Jean-René François Almaric de Brehan comte de Mauron. Sa petite fille, Louise-Félicité de Brehan fille du comte de Plélo épouse Emmanuel-Armand de Vignerot du Plessis duc d'Aiguillon en 1740, l'hôtel va alors porter le nom « d'Aiguillon » jusqu'en 1785 où il deviendra la propriété de la famille Cély-d'Astorg.